# Ингушская письменность
Ингушская письменность (ингуш. гӀалгӀай йоазув) — письменность, используемая для записи ингушского языка. За время своего существования функционировала на разных графических основах и неоднократно реформировалась. В настоящее время ингушская письменность функционирует на кириллице. В истории ингушской письменности выделяются следующие этапы:
- до 1923 года — письменность на основе арабского алфавита[1]
- 1923—1938 годы — письменность на латинской основе
- с 1938 года — современная письменность на основе кириллицы[2].

## Арабское письмо
До XIX века ингушский язык не имел своей письменности. С принятием ислама ингушами в XVIII — начале XIX века в ингушские земли проникли арабский язык и арабское письмо. В тот период стали предприниматься попытки записывать арабским письмом ингушскую речь. Считается, что приспособленная к особенностям ингушской фонетики письменность на арабской графической основе появилась в последней четверти XIX века. В официальных сферах — образовании, книгоиздании, СМИ — эта письменность не функционировала, но имела распространение в личной переписке образованных ингушей. В частности, сохранился ряд арабографических ингушских рукописей рубежа XIX—XX веков.
Для отображения ингушских звуков использовались следующие знаки:
| Звук | Знак  | Звук | Знак  | Звук | Знак |
| ---- | ----- | ---- | ----- | ---- | ---- |
| б    | ب     | кх   | ڨ     | ф    | ف    |
| в    | و     | кӀ   | ڭ     | х    | خ    |
| г    | ڮ     | л    | ل     | хь   | ح    |
| гӀ   | غ     | м    | م     | хӀ   | ه    |
| д    | د     | н    | ن     | ц    | ژ    |
| дж   | ج     | п    | ڢ     | цӀ   | ࢮ    |
| дз   | ض     | пӀ   | ڥ     | ч    | چ    |
| з    | ذ ز ظ | р    | ر     | чӀ   | څ    |
| й    | ي     | с    | ث س ص | ш    | ش    |
| к    | ك     | т    | ت     | ъ    | ا    |
| къ   | ق     | тӀ   | ط     | I    | ع    |

В 1904 году в Стамбуле на одной из вариаций этого алфавита ингушом-эмигрантом Мухаммадом ад-Дашлаки была издана книга «Ингушские предания». В 1902 году В.-Г. Э. Джабагиев предпринял попытку создания стандартизированного ингушского алфавита на арабской основе, но это начинание не получило поддержки и развития. Таким образом к началу 1920-х годов ингушская письменность на арабской основе имела некоторое распространение в народе, но не использовалась в официальных сферах и не имела стандартного алфавита и, тем более, стандартной орфографии. После принятия в 1920-е годы официального латинизированного алфавита арабское письмо в Ингушетии вышло из употребления.

## Латиница
Идея создания ингушского алфавита на латинской графической основе появилась ещё в первые годы XX века, когда М. Э. Джабагиев создал свой вариант азбуки. Она включала следующие буквы: a, ә, ӓ, b, w, g, γ, d, e, ǯ, i, y, k, k', q, к, l, m, n, o, p, p', r, s, t, t', u, f, x, h, ḥ, c, c', č, š, ع, j, ӡ. В 1908 году во Владикавказе на этом алфавите была выпущена «Ингуше-чеченская азбука».
После установления в Ингушетии советской власти был поднят вопрос о создании полноценной ингушской письменности и употреблении её в сферах образования, книгоиздания, делопроизводства и СМИ. Летом 1920 года отделом народного образования Ингушского ревкома была создана комиссия по разработке письменности. Отдел указывал, что «Отсутствие собственной письменности… делает весьма трудной культурную работу». В 1923 году латинизированный алфавит, составленный народным комиссаром просвещения Горской АССР З. К. Мальсаговым, был официально утверждён и принят. В мае того же года начала издаваться первая ингушская газета — «Сердало», начался выпуск учебной литературы. Ингушский алфавит образца 1923 года включал следующие буквы: A a, Œ œ, B b, C c, D d, E e, F f, G g, H h, Ꜧ ꜧ, I i, J j, K k, L l, M m, N n, O o, P p, Q q, R r, S s, T t, U u, V v, X x, Y y, Z z, Č č, Š š, Ž ž, X̌ x̌, Ö ö, Ä ä, Ch ch, Kh kh, Ph ph, Th th, Čh čh, Qh qh, Gh gh, Oa oa, Ov ov, Ij ij.
В первые годы своего существования этот алфавит подвергался неоднократным изменениям. Так, в начале 1924 года он принял следующий вид: A a, Á á, Ä ä, B b, C c, Č č, D d, E e, É é, F f, G g, H h, Ꜧ ꜧ, I i, J j, K k, L l, M m, N n, O o, Ó ó, Ö ö, Ô ô, P p, Q q, R r, S s, Š š, T t, U u, Ú ú, Ü ü, V v, W w, X x, X́ x́, Y y, Z z, Ž ž, Ch ch, Čh čh, Gh gh, Kh kh, Ph ph, Qh qh, Th th.
В конце 1924 года алфавит вновь изменился и стал выглядеть так: A a, Æ æ, Ä ä, B b, C c, Č č, D d, E e, F f, G g, H h, Ꜧ ꜧ, I i, J j, K k, L l, M m, N n, O o, Ö ö, P p, Q q, R r, S s, Š š, T t, U u, V v, X x, X́ x́, Y y, Z z, Ž ž, Ch ch, Čh čh, Gh gh, Kh kh, Ph ph, Qh qh, Th th.
В 1928 году во Владикавказе прошла конференция по унификации ингушской и чеченской письменностей. Было предложено произвести следующие замены букв ингушского алфавита: æ → a, ꜧ → h, h → y, x́ → ꜧ, ä → ea, ö → eo, ü → eu. Однако эти предложения не были осуществлены. В последующие годы вопрос о едином алфавите для ингушского и чеченского языков вновь неоднократно поднимался. Наконец, в апреле 1934 года Чечено-Ингушский облисполком принял постановление «Об едином алфавите». Согласно постановлению ингушский алфавит стал выглядеть так (при этом по факту в 1934—1937 годах ингушские издательства не использовали буквы Ꞑ ꞑ, Ö ö и Ü ü.):
| A a   | B b   | V v   | G g | D d   | Je je | E e   | Ž ž | Z z   | I i   | J j   |
| K k   | L l   | M m   | N n | Ꞑ ꞑ   | O o   | P p   | R r | S s   | T t   | U u   |
| F f   | X x   | C c   | Č č | Š š   | Ju ju | Ja ja | H h | Gh gh | Kh kh | Ph ph |
| Th th | Ch ch | Čh čh | Q q | Qh qh | Ꜧ ꜧ   | Ä ä   | Ö ö | Ü ü   |       |       |

Латинский алфавит для ингушского языка просуществовал до 1938 года.

## Кириллица
Проект кириллического алфавита для ингушского языка впервые был составлен Ф. И. Горепекиным в начале XX века. Этот алфавит имел много общих черт с алфавитами, предложенными П. К. Усларом для других кавказских языков в 1860-е годы. В состав алфавита входили следующие знаки: А а, Б б, В в, Г г, Ҕ ҕ, Д д, Е е, Œ œ, Э э, Ж ж, Ђ ђ, З з, I i, J j, К к, K k, Ӄ ӄ, Q q, Л л, М м, Н н, Ң ң, О о, Ӧ ӧ, П п, Ҧ ҧ, Р р, С с, Т т, Ҭ ҭ, Ф ф, Х х, Х́ х́, h, Ц ц, Ц̓ ц̓, Ч ч, Ч̓ ч̓, Ш ш, У у, Ӱ ӱ, ꜧ, ѵ, ь. Ещё в 1918 году Горепекин предлагал издать свой букварь, что в 1922 году нашло поддержку у правительства Горской АССР. Однако начавшийся процесс латинизации письменности помешал его изданию. В 1923 году свой проект ингушского кириллического алфавита предложил М. М. Альтемиров, но ему был предпочтён латинизированный алфавит Мальсагова.
Во второй половине 1930-х годов в СССР начался процесс кириллизации письменностей. В рамках этого процесса в 1938 году Н. Ф. Яковлевым был разработан ингушский кириллический алфавит, вскоре утверждённый властями Чечено-Ингушской АССР. Этот алфавит действует по настоящее время (в первоначальной версии алфавита, в отличие от современной, не было буквы Яь яь).
Современный ингушский алфавит имеет следующий вид:
| А а | Аь аь | Б б   | В в   | Г г   | ГӀ гӀ | Д д   | Е е   | Ё ё   | Ж ж   | З з   | И и   |
| Й й | К к   | Кх кх | Къ къ | КӀ кӀ | Л л   | М м   | Н н   | О о   | П п   | ПӀ пӀ | Р р   |
| С с | Т т   | ТӀ тӀ | У у   | Ф ф   | Х х   | Хь хь | ХӀ хӀ | Ц ц   | ЦӀ цӀ | Ч ч   | ЧӀ чӀ |
| Ш ш | Щ щ   | Ъ ъ   | Ы ы   | Ь ь   | Э э   | Ю ю   | Я я   | Яь яь | Ӏ     |       |       |

Буквы Ё ё, Щ щ, Ы ы и Ь ь (вне диграфов) используются только в иноязычных заимствованиях.

## Таблица соответствий алфавитов
Составлено по:
| Кир. | Лат.-СССР | Лат.-РИ |    | Кир. | Лат.-СССР | Лат.-РИ |    | Кир. | Лат.-СССР | Лат.-РИ |    | Кир. | Лат.-СССР | Лат.-РИ |
| ---- | --------- | ------- | -- | ---- | --------- | ------- | -- | ---- | --------- | ------- | -- | ---- | --------- | ------- |
| а    | a         | а, ә    |    | й    | j         | y       |    | р    | r         | r       |    | ч    | č         | č       |
| аь   | ä         | ä       | к  | k    | k         | с       | s  | s    | чӀ        | čh      | -  |      |           |         |
| б    | b         | b       | кх | q    | к         | т       | t  | t    | ш         | š       | š  |      |           |         |
| в    | v         | w       | къ | qh   | q         | тӀ      | th | t'   | щ         | -       | -  |      |           |         |
| г    | g         | g       | кӀ | kh   | k'        | у       | u  | u    | ъ         | '       | -  |      |           |         |
| гӀ   | gh        | γ       | л  | l    | l         | ф       | f  | f    | ы         | -       | -  |      |           |         |
| д    | d         | d       | м  | m    | m         | х       | x  | x    | ь         | -       | -  |      |           |         |
| е    | je, e     | e       | н  | n    | n         | хь      | ꜧ  | ḥ    | э         | e       | e  |      |           |         |
| ж    | ž         | ǯ       | о  | o    | o         | хӀ      | h  | h    | ю         | ju      | yu |      |           |         |
| з    | z         | ӡ       | п  | p    | p         | ц       | c  | c    | я         | ja      | yä |      |           |         |
| и    | i         | i       | пӀ | ph   | p'        | цӀ      | ch | c'   | Ӏ         | y       | ع  |      |           |         |